# Rybičková skála
Rybičková skála je přírodní památka severovýchodně od města Oslavany, západně od obce Neslovice, na katastru vsi Padochov v okrese Brno-venkov. Hlavním důvodem ochrany je významná paleontologická lokalita s nálezy svrchnopaleozoických (permských) zkamenělin, především ryb.
Přírodní památka byla vyhlášena 11. prosince 1980 na území o rozloze 0,0511 ha. Objekt je charakterizován poměrně rozsáhlým skalním defilé. Čtyřicet metrů dlouhá skála katastrálně spadá pod vesnici Padochov, část města Oslavany. Nadmořská výška se pohybuje od 305 do 320 m. Skála je součástí Boskovické brázdy, která je velmi významnou geologickou a paleontologickou lokalitou. V blízkosti Rybičkové skály se také nachází četná uhelná naleziště – Rosicko-oslavanská pánev.

## Lokalita
Přírodní památka Rybičková skála je rozsáhlý skalní útvar na levém břehu Neslovického potoka, vzdálený 1 km od obce Neslovice. K lokalitě vede zeleně značená turistická cesta z Oslavan do Neslovic. Jde o bývalou lomovou stěnu, která je díky nalezeným otiskům prvohorních rostlin a ryb významnou paleontologickou lokalitou. V Padochově jsou také četná naleziště fytopaleontologických materiálů.

## Historie
Počátky vzniku Boskovické brázdy jsou datovány již od prekambria. Největší pohyby jsou zaznamenány v závěru variského geotektonického cyklu ve svrchním karbonu a spodním permu.
Z archeologických nálezů je patrné, že území bylo osídleno již v neolitu. Našlo se zde i několik málo kamenných nástrojů, ze kterých lze usoudit, že zde pobývali mlado- nebo pozdněpaleolitičtí lovci. V 80. letech 19. století byly v lokalitě nalezeny hojné zbytky ryb, odtud její jméno. V Oslavanech měla již od roku 1760 velký význam těžba uhlí. Byla zde postavena i První přespolní velkoelektrárna, jedna z největších v Rakousku-Uhersku, ve které se spalovalo uhlí z místních dolů.
V roce 2002 se v okolí Rybičkové skály našlo asi 200 ks paprskoploutvých ryb.

## Přírodní poměry

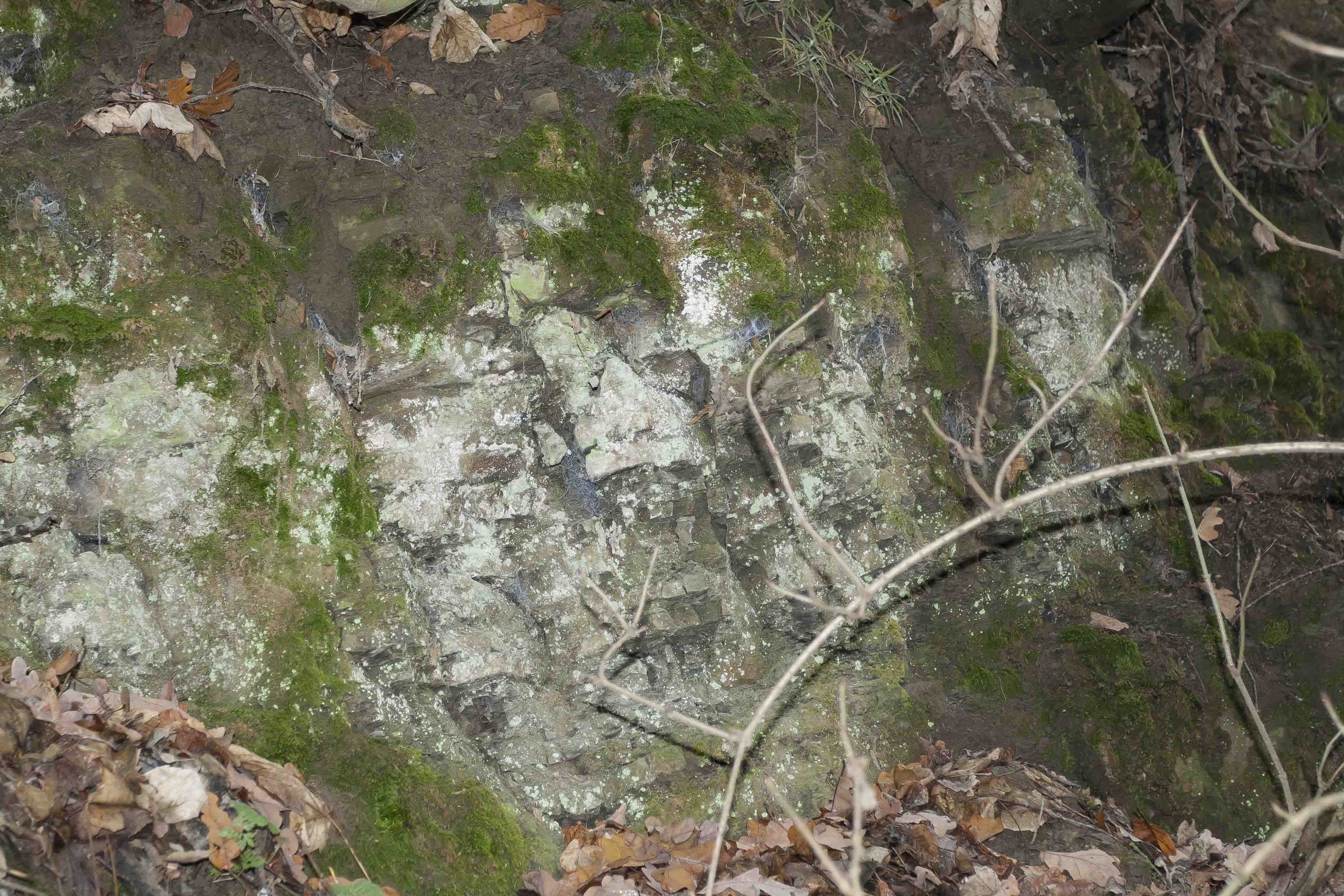
Rybičková skála

Krajinný pokryv tvoří směsice luk, polí a kultur trvalých plodin.

### Geologie

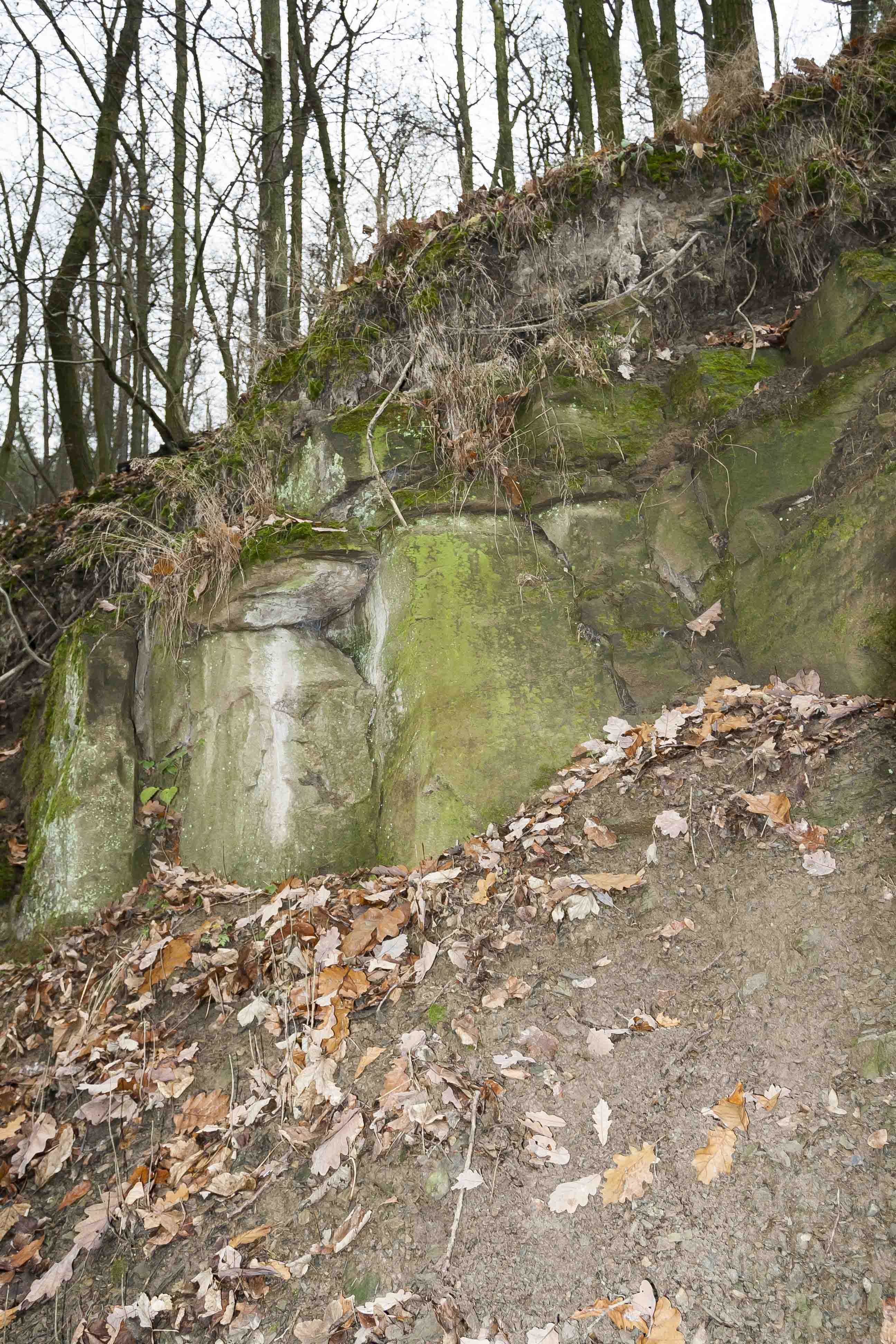
Rybičková skála

Rybičková skála je součástí Boskovické brázdy, která se řadí do mladšího paleozoika brázd a patří do svrchního karbonu a permu, součásti pokryvných útvarů a postvariských magmatitů českého masivu. Jde o geoturistickou zajímavost (geotop). Stratigraficky patří lokalita do permu. Geologicky se tento jev nazývá jeskynní defilé.
Rybičková skála měří přibližně 40 m na délku a 13 m na výšku. Je tvořena hlavně sedimentárními horninami padochovského souvrství, konkrétně nepravidelně se střídajícími jílovci, prachovci a pískovci zeleno-šedé barvy. V těchto sedimentech se nachází tzv. pelokarbonátový obzor, což je výskyt šedonačernalých bitumenních prachových jílovců. Díky nálezům z 80. let 19. století, kdy byly v těchto jílovcích objeveny hojné zbytky ryb, dostala Rybičková skála svůj název.
Paleontologicko-stratigrafické výzkumy dokazují výskyt paprskoploutvých ryb čeledi Aeduellidae. Nalezeny zde byly šupiny a ploutevní trny akantodů (Acanthodes gracilis) i hmyzí křídla. Z flóry zde byla nalezena rostlinná řezanka a úlomky dřev, hojně se vyskytují vzácné kapradiny a kordaitové listy, většinou ve spodní poloze. Běžné kapradiny a přesličkovité rostliny jsou velmi vzácné. Lokalitu znal již Dionýz Štúr v roce 1860.

### Flóra
Území je tvořeno převážně listnatými a smíšenými lesy, převážně dubo-habrovými háji. Nejčastěji vyskytujícími se stromy jsou dub zimní (Quercus petraea) a habr obecný (Carpinus betulus), mezi další patří např. jeřáb břek (Sorbus torminalis). Z jehličnanů se mohou vyskytovat jedle (Abies alba) nebo smrky (Picea abies). V částech bohatších na živiny se může také vyskytovat třešeň (Prunus avium), jasan (Fraxinus excelsior) a javory klen (Acer pseudoplatanus) a mléč (A. platanoides). Z flóry se zde nachází nejčastěji druhy typické pro hercynskou oblast, např. jaterník trojlaločný (Hepatica nobilis), ptačinec velkokvětý (Stellaria holostea), brambořík nachový (Cyclamen purpurascens), ostřice chlupatá (Carex pilosa), či pryšec mandloňovitý (Euphorbia amygdaloides).

### Fauna
Na lokalitě se vyskytuje spíše teplomilné, stepní a lesostepní fauny. Např. kobylka révová (Ephippiger ephippiger), zřídka se objevuje i mlok skvrnitý (Salamandra salamandra), běžně čolek horský (Triturus alpestris). Mohou se zde vyskytovat ptáci, jako ostříž lesní (Falco subbuteo), čáp černý (Ciconia nigra) a sluka lesní (Scolopax rusticola). Nejběžnějšími savci jsou zde prase divoké (Sus scrofa) a jelen lesní (Cervus elaphus).

## Ochrana
Cílem ochrany je opatření v lesním hospodářství, dosažení přirozené skladby porostů zcela odpovídající danému stanovišti. Snahou je tak udržení okolního lesního hospodářství tak, aby byla zachována původní skladba.

## Turistika
Přes Rybičkovou skálu vede zelená turistická značka z Neslovic do Padochova.

## Galerie

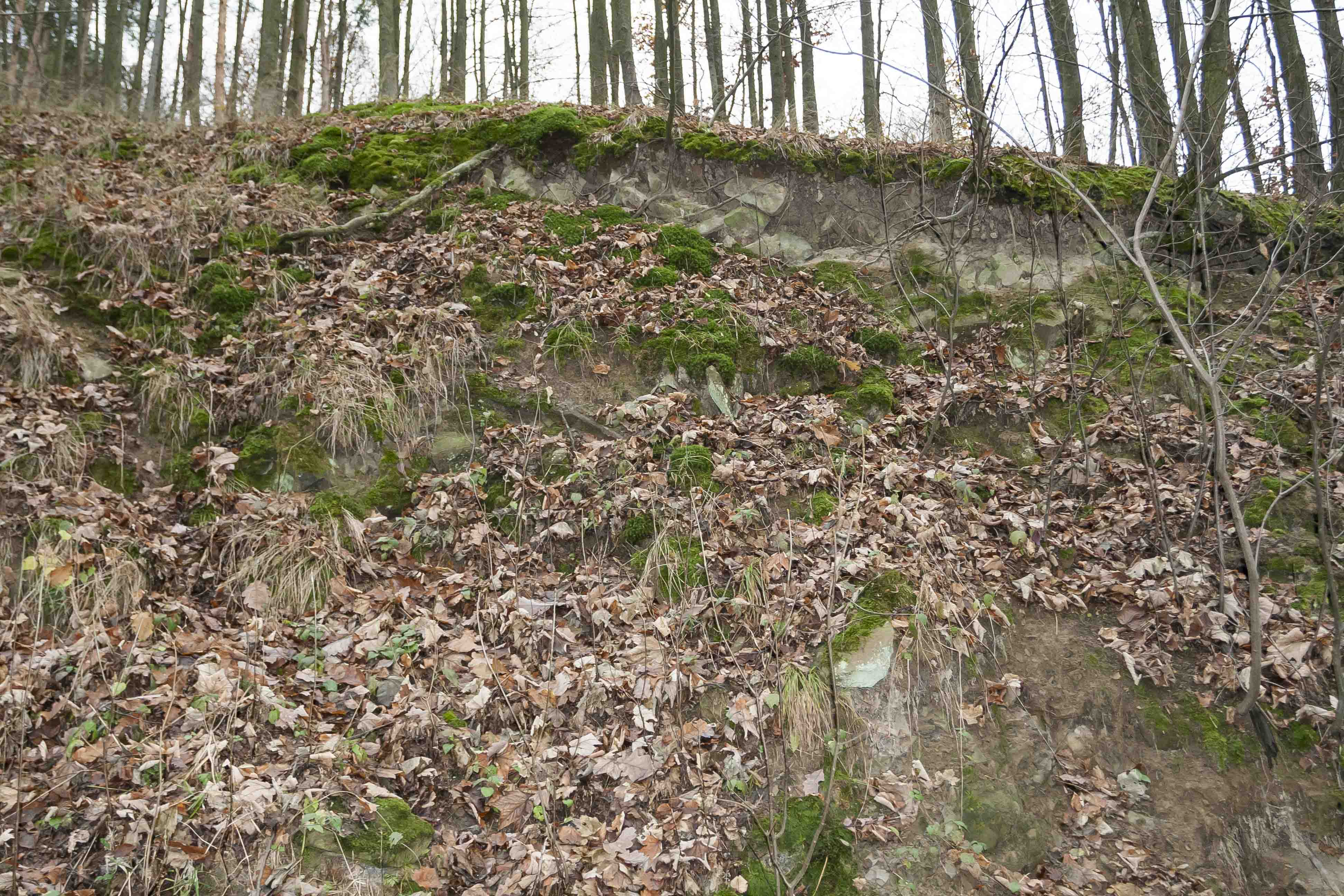
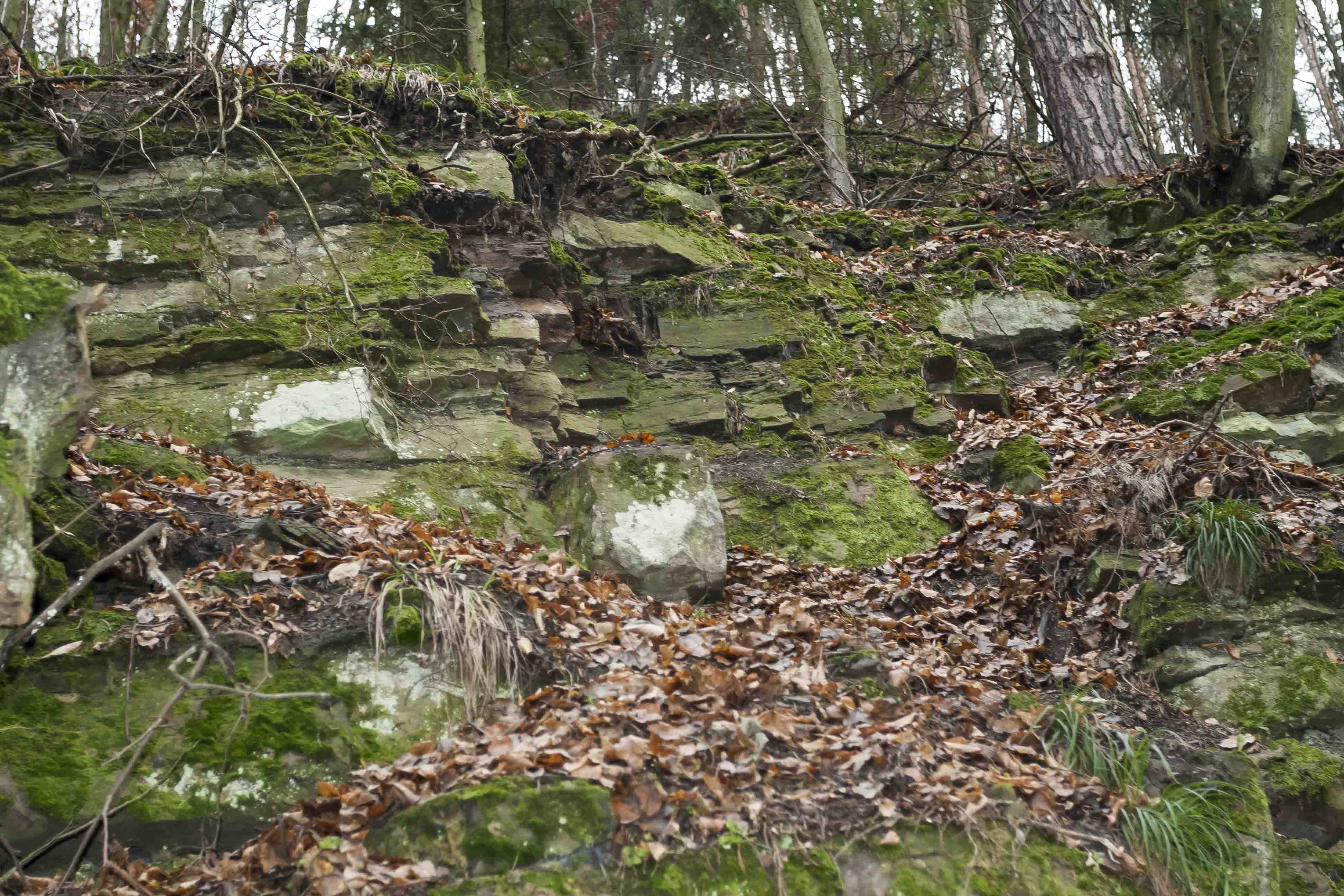
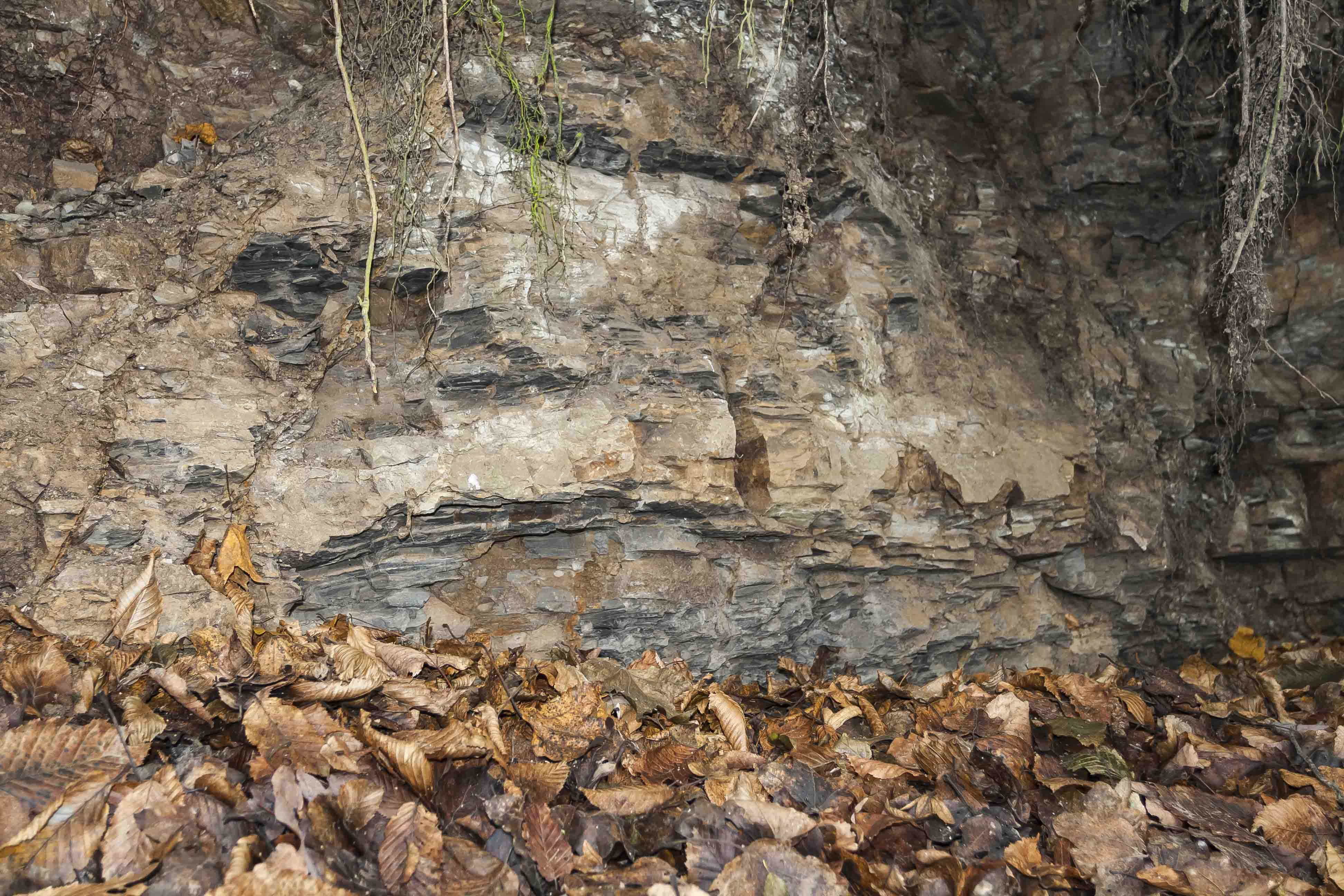
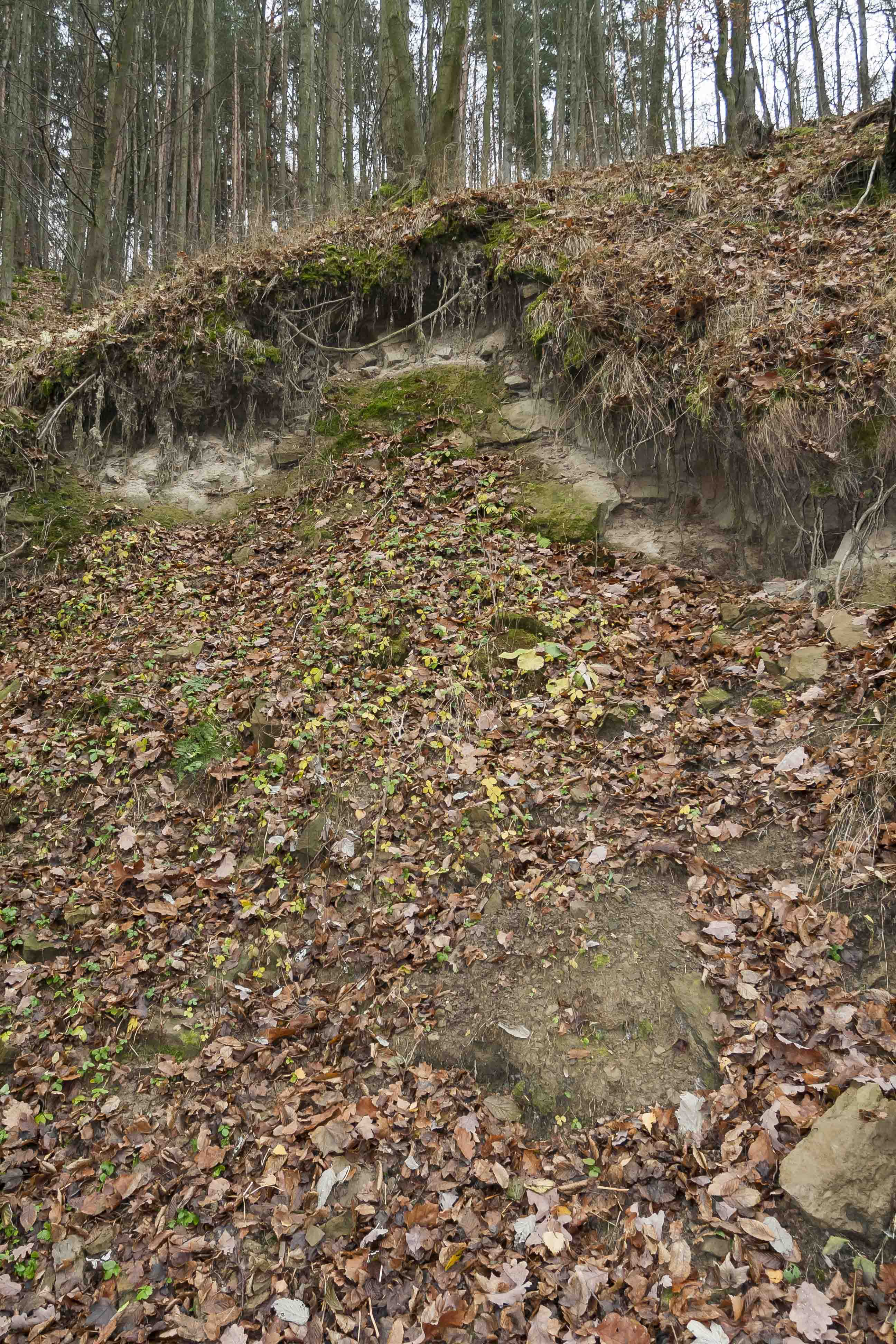